# Paulino Machorro
El general Paulino Z. Machorro fue un militar mexicano. El 19 de septiembre de 1876 fusiló al general Donato Guerra, héroe de las guerras de Reforma, de Intervención y del Imperio pues éste se había levantado a favor del Plan de Tuxtepec. Al triunfo de la Revolución de Tuxtepec, se refugió en Estados Unidos, temeroso de que se le enjuiciara por la muerte de Donato Guerra. El 29 de mayo de 1877, sin embargo, se apoderó del Paso Norte al frente de una partida de hombres armados pidiendo la restauración de Sebastián Lerdo de Tejada. El 4 de junio, hombres armados lo obligaron a abandonar el lugar, refugiándose de nuevo en El Paso, Texas. 